# Liste des succès en courses de Bugatti
 (mars 2013).
Si vous disposez d'ouvrages ou d'articles de référence ou si vous connaissez des sites web de qualité traitant du thème abordé ici, merci de compléter l'article en donnant les références utiles à sa vérifiabilité et en les liant à la section « Notes et références ».
Les succès en course de Bugatti s’étalent essentiellement de fin 1925 à 1939, avec divers modèles.

## Chronologie
À partir de 1925, et ce pour une décennie (hormis l'année 1927 où Robert Benoist remporte quatre Grand Prix majeurs sur sa Delage 15-S-8), les pilotes évoluant sur Bugatti écrasent la concurrence. Le pilote Albert Divo ainsi que le monégasque Louis Chiron sont parmi les pilotes de cette marque qui font d'elle l'une des plus célèbres du sport automobile mondial. Les Bugatti restent invaincues lors du GP de France de 1928 à 1931, Divo terminant troisième du premier Championnat d'Europe des pilotes en 1931. En 1926, Bugatti remporte le Championnat du monde des manufacturiers (titre que gagne à son tour Delage l'année suivante).
Les progrès d'Alfa Romeo et les arrivées de Maserati et de Mercedes-Benz marquent la fin de la domination de la Bugatti Type 35. L'entreprise, alors au faîte de sa gloire, décline lors des années 1930, fragilisée par la mort brutale de l'« héritier » Jean Bugatti en 1939, puis par la guerre et enfin par la mort de son fondateur Ettore Bugatti, marquant ainsi la fin de cette entreprise mythique.
La dernière apparition d'une Bugatti en compétition a lieu lors des 24 Heures du Mans 1994.

## Liste des succès en courses de Bugatti

### Grand Prix
Les Grandes Épreuves, les Grands Prix du Championnat du monde des constructeurs (1925-1927) et du Championnat d'Europe des pilotes (1931-1939) sont indiquées par un fond jaune

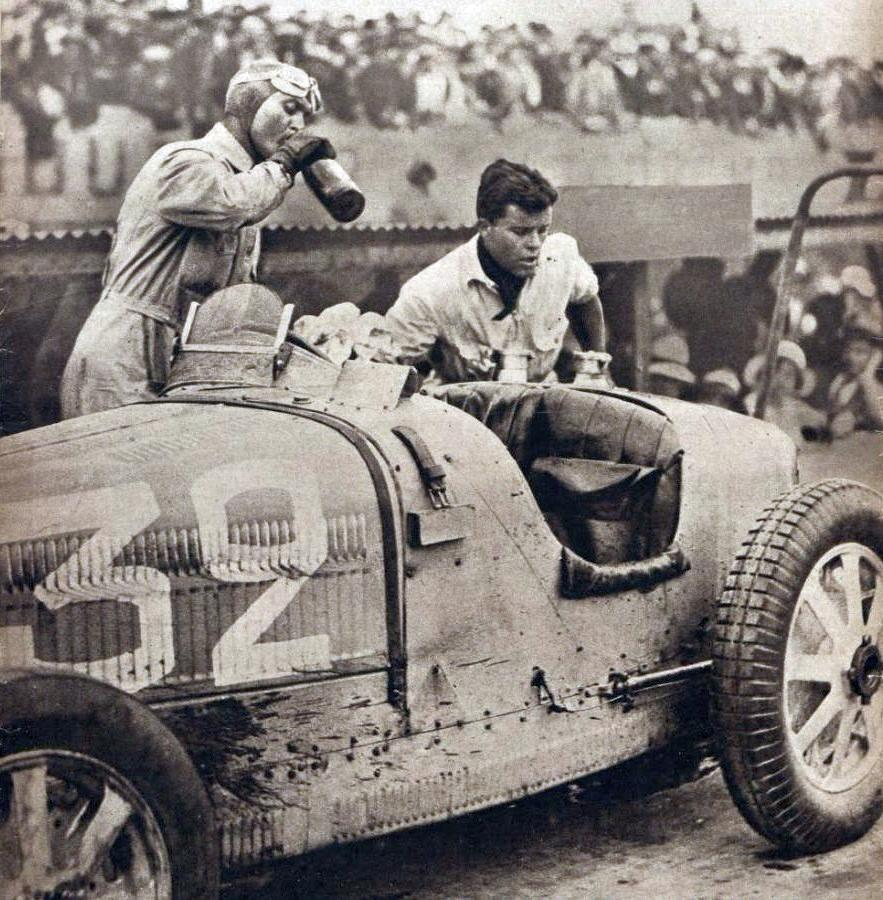
Louis Chiron vainqueur du Grand Prix de l'ACF 1931, avec Achille Varzi sur une Bugatti T51.

| Année        | Date                                 | Course                         | Pilote                                           | Modèle      | Résultats |
| ------------ | ------------------------------------ | ------------------------------ | ------------------------------------------------ | ----------- | --------- |
| 1920         | 29 août                              | Coupe des Voiturettes          | Ernest Friderich                                 | Type 13     | Résultat  |
| 1921         | 22 mai                               | Circuito del Garda             | Eugenio Silvani                                  | Type 13     | Résultat  |
| 1921         | 8 septembre                          | Gran Premio delle Vetturette   | Ernest Friderich (et quadruplé)                  | Type 22     | Résultat  |
| 1921         | 12 septembre                         | Circuito di Brescia Vetturette | Franz Conelli                                    | Type 22     | Résultat  |
| 1921         | 16 octobre                           | Grand Prix de Penya-Rhin       | Pierre de Vizcaya                                | Type 22     | Résultat  |
| 1922         | 27 août                              | Coppa Montenero                | Carlo Masetti                                    |             | Résultat  |
| 1924         |                                      | Grand Prix d'Anfa              | Marcel Lehoux                                    |             | Résultat  |
| 1925         | 22 février                           | Grand Prix de Rome             | Carlo Masetti                                    |             | Résultat  |
| 1925         | 3 mai                                | Targa Florio                   | Meo Costantini                                   | Type 35     | Résultat  |
| 1925         | 7 juin                               | Circuit des Gattières          | Ernest Friderich                                 | Bugatti 2L. | Résultat  |
| 1925         | 18 octobre                           | Circuito del Garda             | Aymo Maggi                                       |             | Résultat  |
| 1926         |                                      |                                |                                                  |             |           |
| 21 mars      | Circuito del Pozzo                   | Alessandro Consonno            |                                                  | Résultat    |           |
| 28 mars      | Grand Prix de Rome                   | Aymo Maggi                     |                                                  | Résultat    |           |
| 4 avril      | Grand Prix d'Alexandrie              | Giovanni Alloatti              |                                                  | Résultat    |           |
| 25 avril     | Targa Florio                         | Meo Costantini                 | Type 35 T                                        | Résultat    |           |
| 2 mai        | Grand Prix de Tripoli                | François Eysserman             |                                                  | Résultat    |           |
| 9 mai        | Grand Prix de Casablanca             | Edouard Meyer                  |                                                  | Résultat    |           |
| 27 juin      | Grand Prix de France                 | Jules Goux                     | Type 39 A                                        | Résultat    |           |
| 4 juillet    | Circuit des Gattières                | Louis Chiron                   | Bugatti 1.5L.                                    | Résultat    |           |
| 18 juillet   | Grand Prix de Saint-Sébastien        | Jules Goux                     | Type 39 A                                        | Résultat    |           |
| 25 juillet   | Grand Prix de la Marne               | François Lescot                |                                                  | Résultat    |           |
| 25 juillet   | Grand Prix d'Espagne                 | Meo Costantini                 | Type 35                                          | Résultat    |           |
| 1er août     | Grand Prix du Comminges              | Louis Chiron                   |                                                  | Résultat    |           |
| 7 août       | Coppa Acerbo                         | Luigi Spinozzi                 |                                                  | Résultat    |           |
| 28 août      | Grand Prix de Boulogne               | George Eyston                  |                                                  | Résultat    |           |
| 5 septembre  | Grand Prix d'Italie                  | Louis Charavel                 | Type 39 A                                        | Résultat    |           |
| 12 septembre | Grand Prix de Milan                  | Meo Costantini                 | Type 35 C                                        | Résultat    |           |
| 12 septembre | Grand Prix du Moto Club de Marseille | "Foc"                          | Type 37                                          | Résultat    |           |
| 17 octobre   | Circuito del Garda                   | Aymo Maggi                     |                                                  | Résultat    |           |
| 1927         | 6 mars                               | Grand Prix de Tripoli          | Emilio Materassi                                 |             | Résultat  |
| 1927         | 20 mars                              | Circuito del Pozzo             | Gaspare Bona                                     |             | Résultat  |
| 1927         | 27 mars                              | Grand Prix de Provence         | Louis Chiron                                     |             | Résultat  |
| 1927         | 24 avril                             | Targa Florio                   | Emilio Materassi                                 | Type 35 C   | Résultat  |
| 1927         | 8 mai                                | Coppa di Messina               | Antonio Caliri                                   |             | Résultat  |
| 1927         | 8 mai                                | Grand Prix d'Alexandrie        | Gaspare Bona                                     |             | Résultat  |
| 1927         | 15 mai                               | Grand Prix du Savio            | Gaspare Bona                                     |             | Résultat  |
| 1927         | 27 mai                               | Grand Prix de Bourgogne        | Raymond Leroy                                    |             | Résultat  |
| 1927         | 12 juin                              | Grand Prix de Rome             | Tazio Nuvolari                                   | Type 35     | Résultat  |
| 1927         | 12 juin                              | Grand Prix de Picardie         | Philippe Auber                                   |             | Résultat  |
| 1927         | 12 juin                              | Circuit de Thuin               | Joseph Reynartz                                  |             | Résultat  |
| 1927         | 12 juin                              | Circuit des Gattières          | Edward Bret                                      | Type 35 C   | Résultat  |
| 1927         | 19 juin                              | Prix de Bologne                | Emilio Materassi                                 |             | Résultat  |
| 1927         | 10 juillet                           | Grand Prix de la Marne         | Philippe Étancelin                               |             | Résultat  |
| 1927         | 25 juillet                           | Grand Prix de Saint-Sébastien  | Emilio Materassi                                 |             | Résultat  |
| 1927         | 7 août                               | Grand Prix du Comminges        | François Eysserman                               |             | Résultat  |
| 1927         | 14 août                              | Coppa Montenero                | Emilio Materassi                                 |             | Résultat  |
| 1927         | 25 août                              | Grand Prix de la Baule         | George Eyston                                    |             | Résultat  |
| 1927         | 10 septembre                         | Grand Prix de Boulogne         | Malcolm Campbell                                 |             | Résultat  |
| 1927         | 18 septembre                         | Solituderennen                 | August Momberger                                 |             | Résultat  |
| 1927         | 18 septembre                         | Circuit de Thuin               | Freddy Charlier                                  |             | Résultat  |
| 1927         | 9 octobre                            | Circuito del Garda             | Tazio Nuvolari                                   |             | Résultat  |
| 1927         | 15 octobre                           | Junior Car Club 200 mile race  | Malcolm Campbell                                 |             | Résultat  |
| 1927         | 28 octobre                           | Circuito di Apuano             | Andrea Niccoli                                   |             | Résultat  |
| 1928         |                                      |                                |                                                  |             |           |
| 11 mars      | Grand Prix de Tripoli                | Tazio Nuvolari                 |                                                  | Résultat    |           |
| 11 mars      | Circuit d'Esterel Plage              | Louis Chiron                   |                                                  | Résultat    |           |
| 25 mars      | Circuito del Pozzo                   | Tazio Nuvolari                 |                                                  | Résultat    |           |
| 1er avril    | Grand Prix de la Côte d'Azur         | Louis Chiron                   |                                                  | Résultat    |           |
| 1er avril    | Circuit de la Riviera                | Louis Chiron                   |                                                  | Résultat    |           |
| 9 avril      | Grand Prix d'Antibes                 | Louis Chiron                   |                                                  | Résultat    |           |
| 22 avril     | Grand Prix d'Alexandrie              | Tazio Nuvolari                 |                                                  | Résultat    |           |
| 6 mai        | Coppa Florio                         | Albert Divo                    |                                                  | Résultat    |           |
| 6 mai        | Targa Florio                         | Albert Divo                    | Type 35 B                                        | Résultat    |           |
| 6 mai        | Grand Prix d'Algérie                 | Marcel Lehoux                  |                                                  | Résultat    |           |
| 13 mai       | Coppa di Messina                     | Edouard Probst                 |                                                  | Résultat    |           |
| 16 mai       | Grand Prix de Bourgogne              | Janine Jennky                  |                                                  | Résultat    |           |
| 23 mai       | Grand Prix de Casablanca             | Edouard Meyer                  |                                                  | Résultat    |           |
| 3 juin       | Grand Prix de Tunisie                | Marcel Lehoux                  |                                                  | Résultat    |           |
| 3 juin       | Grand Prix de Rome                   | Louis Chiron                   |                                                  | Résultat    |           |
| 10 juin      | Grand Prix de Picardie               | Henri Auber                    |                                                  | Résultat    |           |
| 10 juin      | Circuit de Thuin                     | Josef Delzaert                 |                                                  | Résultat    |           |
| 24 juin      | Grand Prix Bugatti                   | André Dubonnet,                | Type 35                                          | Résultat    |           |
| 1er juillet  | Grand Prix de France                 | William Grover-Williams        | Type 35 C                                        | Résultat    |           |
| 8 juillet    | Grand Prix de la Marne               | Louis Chiron                   |                                                  | Résultat    |           |
| 25 juillet   | Grand Prix de Saint-Sébastien        | Louis Chiron                   |                                                  | Résultat    |           |
| 29 juillet   | Grand Prix d'Espagne                 | Louis Chiron                   | Type 35 C                                        | Résultat    |           |
| 23 aoüt      | Grand Prix de la Baule               | Pierre Blacque-Belair          |                                                  | Résultat    |           |
| 9 septembre  | Grand Prix d'Italie                  | Louis Chiron                   | Type 37 A                                        | Résultat    |           |
| 1929         | 18 mars                              | Grand Prix d'Australie         | Arthur Turdich                                   |             | Résultat  |
| 1929         | 1er avril                            | Grand Prix d'Antibes           | Mario Lepori                                     |             | Résultat  |
| 1929         | 7 avril                              | Circuit de la Riviera          | Edward Bret                                      |             | Résultat  |
| 1929         | 7 avril                              | Grand Prix d'Algérie           | Marcel Lehoux                                    |             | Résultat  |
| 1929         | 14 avril                             | Grand Prix de Monaco           | William Grover-Williams                          | Type 35 B   | Résultat  |
| 1929         | 5 mai                                | Coppa Florio                   | Albert Divo                                      |             | Résultat  |
| 1929         | 5 mai                                | Targa Florio                   | Albert Divo                                      | Type 35 C   | Résultat  |
| 1929         | 9 mai                                | Grand Prix de Bourgogne        | "Georges Philippe"                               |             | Résultat  |
| 1929         | 2 juin                               | Circuito del Pozzo             | Giovanni Alloatti                                |             | Résultat  |
| 1929         | 9 juin                               | Grand Prix de Picardie         | Henri Auber                                      |             | Résultat  |
| 1929         | 16 juin                              | Grand Prix de Lyon             | Hans Simons                                      |             | Résultat  |
| 1929         | 23 juin                              | Circuit de Thuin               | Freddy Charlier                                  |             | Résultat  |
| 1929         | juin                                 | Grand Prix Bugatti             | Juan Zanelli                                     | Type 35 B   | Résultat  |
| 1929         | 30 juin                              | Grand Prix de France           | William Grover-Williams                          | Type 35 B   | Résultat  |
| 1929         | 7 juillet                            | Grand Prix de la Marne         | Philippe Étancelin                               | Type 35 C   | Résultat  |
| 1929         | 7 juillet                            | Grand Prix de Dieppe           | René Dreyfus                                     |             | Résultat  |
| 1929         | 7 juillet                            | Circuito Camaiore              | Renato Balestrero                                |             | Résultat  |
| 1929         | 14 juillet                           | Grand Prix d'Allemagne         | Louis Chiron                                     | Type 35 C   | Résultat  |
| 1929         | 25 juillet                           | Grand Prix de Saint-Sébastien  | Louis Chiron                                     |             | Résultat  |
| 1929         | 18 août                              | Grand Prix du Comminges        | Philippe Etancelin                               |             | Résultat  |
| 1929         | 22 août                              | Grand Prix de la Baule         | Philippe Étancelin                               |             | Résultat  |
| 1930         | 2 mars                               | Circuit d'Esterel Plage        | René Dreyfus                                     |             | Résultat  |
| 1930         | 24 mars                              | Grand Prix d'Australie         | Bill Thompson                                    |             | Résultat  |
| 1930         | 6 avril                              | Grand Prix de Monaco           | René Dreyfus                                     | Type 35 B   | Résultat  |
| 1930         | 27 avril                             | Grand Prix d'Oran              | Jean de Maleplane                                |             | Résultat  |
| 1930         | 18 mai                               | Grand Prix de Picardie         | Max Fourny                                       |             | Résultat  |
| 1930         | 15 juin                              | Grand Prix de Lyon             | Louis Chiron                                     |             | Résultat  |
| 1930         | juin                                 | Grand Prix Bugatti             | Juan Zanelli                                     | Type 35 B   | Résultat  |
| 1930         | 29 juin                              | Grand Prix de la Marne         | René Dreyfus                                     |             | Résultat  |
| 1930         | 20 juillet                           | Grand Prix de l'Eifel          | Heinrich-Joachim von Morgen                      |             | Résultat  |
| 1930         | 20 juillet                           | Grand Prix de Belgique         | Louis Chiron                                     | Type 35 C   | Résultat  |
| 1930         | 20 juillet                           | Grand Prix de Dieppe           | Marcel Lehoux                                    |             | Résultat  |
| 1930         | 10 août                              | Circuit du Dauphiné            | Philippe Étancelin                               |             | Résultat  |
| 1930         | 17 août                              | Grand Prix du Comminges        | François Miquel                                  |             | Résultat  |
| 1930         | 21 septembre                         | Grand Prix de France           | Philippe Etancelin                               | Type 35 C   | Résultat  |
| 1930         | 28 septembre                         | Grand Prix de Tchécoslovaquie  | Heinrich-Joachim von Morgen Hermann zu Leiningen | Type 35 B   | Résultat  |
| 1931         | 23 mars                              | Grand Prix d'Australie         | Carl Junker                                      |             | Résultat  |
| 1931         | 29 mars                              | Grand Prix de Tunisie          | Achille Varzi                                    |             | Résultat  |
| 1931         | 6 avril                              | Circuit d'Esterel Plage        | Philippe Étancelin                               |             | Résultat  |
| 1931         | 19 avril                             | Grand Prix de Monaco           | Louis Chiron                                     | Type 51     | Résultat  |
| 1931         | 26 avril                             | Grand Prix d'Alexandrie        | Achille Varzi                                    |             | Résultat  |
| 1931         | 10 mai                               | Grand Prix de Picardie         | « Ivernel »                                      |             | Résultat  |
| 1931         | 17 mai                               | Grand Prix de Casablanca       | Stanisław Czaykowski                             |             | Résultat  |
| 1931         | 7 juin                               | Grand Prix de Genève           | Marcel Lehoux                                    |             | Résultat  |
| 1931         | 21 juin                              | Grand Prix de France           | Louis Chiron Achille Varzi                       | Type 51     | Résultat  |
| 1931         | 5 juillet                            | Grand Prix de la Marne         | Marcel Lehoux                                    |             | Résultat  |
| 1931         | 5 juillet                            | Circuit du Vaucluse            | Frédéric Toselli                                 |             | Résultat  |
| 1931         | 12 juillet                           | Grand Prix de Belgique         | William Grover-Williams Caberto Conelli          | Type 51     | Résultat  |
| 1931         | 2 août                               | Circuit du Dauphiné1500        | Frédéric Toselli                                 |             | Résultat  |
| 1931         | 13 septembre                         | Grand Prix de la Baule         | William Grover-Williams                          |             | Résultat  |
| 1931         | 27 septembre                         | Grand Prix de Brignoles        | René Dreyfus                                     |             | Résultat  |
| 1931         | 27 septembre                         | Grand Prix de Tchécoslovaquie  | Louis Chiron                                     | Type 51     | Résultat  |
| 1932         | 14 mars                              | Grand Prix d'Australie         | Bill Thompson                                    |             | Résultat  |
| 1932         | 3 avril                              | Grand Prix de Tunisie          | Achille Varzi                                    | Type 51     | Résultat  |
| 1932         | 24 avril                             | Grand Prix d'Oran              | Jean-Pierre Wimille                              |             | Résultat  |
| 1932         | 15 mai                               | Grand Prix des Frontières      | Arthur Legat                                     |             | Résultat  |
| 1932         | 16 mai                               | Trophée de Provence            | Stanisław Czaykowski                             |             | Résultat  |
| 1932         | 16 mai                               | Grand Prix de Nîmes            | Benoit Falchetto                                 |             | Résultat  |
| 1932         | 22 mai                               | Grand Prix de Casablanca       | Marcel Lehoux                                    |             | Résultat  |
| 1932         | 29 mai                               | Circuit de Torvilliers         | Robert Gauthier                                  |             | Résultat  |
| 1932         | 24 juillet                           | Grand Prix de Dieppe           | Louis Chiron                                     |             | Résultat  |
| 1932         | 31 juillet                           | Grand Prix de Nice             | Louis Chiron                                     |             | Résultat  |
| 1932         | 17 août                              | Grand Prix de la Baule         | William Grover-Williams                          |             | Résultat  |
| 1932         | 4 septembre                          | Grand Prix de Tchécoslovaquie  | Louis Chiron                                     | Type 51     | Résultat  |
| 1932         | 11 septembre                         | Grand Prix d'Antibes           | Benoit Falchetto                                 |             | Résultat  |
| 1933         | 19 février                           | Grand Prix de Pau              | Marcel Lehoux                                    |             | Résultat  |
| 1933         | 23 avril                             | Grand Prix de Monaco           | Achille Varzi                                    | Type 51     | Résultat  |
| 1933         | 7 mai                                | Grand Prix de Tripoli          | Achille Varzi                                    | Type 51     | Résultat  |
| 1933         | 21 mai                               | Avusrennen                     | Achille Varzi                                    | Type 54     | Résultat  |
| 1933         | 4 juin                               | Grand Prix des Frontières      | Willy Longueville                                | Type 35 B   | Résultat  |
| 1933         | 4 juin                               | Trophée de Provence            | Marcel Jacob                                     | Type 35 B   | Résultats |
| 1933         | 1er juillet                          | British Empire Trophy          | Stanisław Czaykowski                             |             | Résultats |
| 1933         | 16 juillet                           | Grand Prix de Dieppe           | Marcel Lehoux                                    |             | Résultats |
| 1933         | 13 août                              | Grand Prix de la Baule         | William Grover-Williams                          |             | Résultats |
| 1933         | 27 août                              | Grand Prix d'Albi              | Louis Braillard                                  |             | Résultats |
| 1933         | 10 septembre                         | Grand Prix de Monza            | Marcel Lehoux                                    |             | Résultats |
| 1933         | 7 octobre                            | Donington Park Trophy          | Francis Curzon                                   |             | Résultats |
| 1934         |                                      |                                |                                                  |             |           |
| 20 mai       | Grand Prix des Frontières            | Willy Longueville              | Type 35 B                                        | Résultat    |           |
| 29 juillet   | Grand Prix de Belgique               | René Dreyfus                   | Type 35 B                                        | Résultat    |           |
| 28 octobre   | Grand Prix d'Algérie                 | Jean-Pierre Wimille            |                                                  | Résultat    |           |
| 1935         |                                      |                                |                                                  |             |           |
| 26 mai       | Grand Prix de Picardie               | Robert Benoist                 |                                                  | Résultat    |           |
| 26 mai       | Circuit d'Orléans                    | Robert Cazaux                  |                                                  | Résultat    |           |
| 31 mai       | Mannin Moar                          | Brian Lewis                    |                                                  | Résultat    |           |
| 9 juin       | Grand Prix automobile des Frontières | Rudolf Steinweg                | Type 51 A                                        | Résultat    |           |
| 20 octobre   | Circuit d'Estoril                    | Francisco Ribeiro Ferreira     |                                                  | Résultat    |           |
| 1936         | 1er janvier                          | Grand Prix d'Afrique du Sud    | Mario Massacuratti                               |             | Résultat  |
| 1936         | 7 juin                               | Grand Prix de Rio de Janeiro   | Vittorio Coppoli                                 |             | Résultat  |
| 1936         | 28 juin                              | Grand Prix de France           | Jean-Pierre Wimille Raymond Sommer               | Type 57 G   | Résultat  |
| 1936         | 19 juillet                           | Grand Prix de Deauville        | Jean-Pierre Wimille                              |             | Résultat  |
| 1938         | 5 juin                               | Grand Prix des Frontières      | Maurice Trintignant                              | Type 51     | Résultat  |
| 1939         | 7 mai                                | Coupe de Paris                 | Jean-Pierre Wimille                              |             | Résultat  |
| 1939         | 28 mai                               | Grand Prix des Frontières      | Maurice Trintignant                              | Type 51     | Résultat  |
| 1945         | 9 septembre                          | Coupe de Paris                 | Jean-Pierre Wimille                              | Type 59     | Résultat  |
| 1946         | 15 juin                              | Gransden Lodge                 | George Abecassis                                 |             | Résultat  |

(remarque: en 1929, Albert Divo ramène définitivement la Coppa Florio à Molsheim, après trois succès en quatre ans)

### Autres victoires en Grand Prix
En 1936 et 1937, en réponse à la domination des monoplaces allemande dans les épreuves de Grand Prix depuis quelques saisons, la France organise une série d'épreuves pour voitures de sport également appelées "Grand Prix" pour l'élite de ses pilotes. Les victoires Bugatti complémentaires sont alors, outre le GP de France cité supra:
- Grand Prix de la Marne, 5 juillet 1936, Reims-Gueux, Jean-Pierre Wimille sur T57G;
- Grand Prix du Comminges, 9 août 1936, Saint-Gaudens, Jean-Pierre Wimille sur T59/57;
- Grand Prix de Pau, 21 février 1937, Pau, Jean-Pierre Wimille sur T59/57;
- Grand Prix de Bône, 23 mai 1937, Bône, Jean-Pierre Wimille sur T59/57;
- Grand Prix de la Marne, 18 juillet 1937, Reims-Gueux, Jean-Pierre Wimille sur T59/57;

Mais également:

- Grand Prix du Centenaire, 4 juin 1939, Luxembourg, Jean-Pierre Wimille sur T57S45.

### Victoires hors Grand Prix
- Course de côte Limonest - Mont Verdun 1921 (1.4L), 1926 (T35), 1927 (2L)
- Coppa delle Alpi 1925 (1.5L)
- Course de côte Nice - La Turbie 1926 (1.5L), 1928 (2L), 1930 (T35B), 1931, 1932 (T54), 1934 (T53), 1935 (3.3L)
- Course de côte du Stelvio 1926 (T37)
- Premio Audax 1926, 1927, 1928;
- Gran Premio Provincia de Santa Fe (Coupe Kade) 1926, 1929[7];
- Premio Otonó 1927 (1.5L)[8], 1928[9];
- Course de côte du Klausen 1927 et 1929 (T35B), 1930* (T45)
- Course de côte de Gaillon 1927 (T35)
- 6 Heures de Dijon 1927
- 500 Millas Argentinas, Rafaela 1928, 1947[10]
- Course de côte du Mont Ventoux 1928 (T35C), 1929 (T37A), 1930* (T35C)
- Course de côte du Schauinsland 1928 (T35B), 1929 (T35C), 1930* (T35B)
- Course de côte du Gaisberg 1930 et 1931 (T35B)
- 8 Heures d'Algérie 1930
- 22 courses sur le circuit de Brooklands, de 1931 (Lightning Short Handicap) à 1938 (Whitsun Short Handicap)[11];
- Course de côte Susa - Moncenisio 1931* (T51)
- Course de côte de Château-Thierry 1931 à 1936 (2L., 2.3L, T51, T53, T59)[12]
- Liège-Rome-Liège 1931 (T49), 1932 (T46), 1934, 1935, 1938 et 1939 (3L)
- Rallye Paris - Saint-Raphaël Féminin 1931 (T43 GS), 1932 (T35B)
- Critérium Paris-Nice 1932 (T35), 1933 (T55), 1935 (T57)
- Brighton Speed Trials 1934 (Sprint, T51);
- Rallye des Alpes françaises 1934 (>7L), 1935 (T57), 1947 (T43)
- 24 Heures de Spa 1934 (T44)
- Rallye du Maroc 1935 (3L)
- 24 Heures du Mans 1937 (T57G), 1939 (T57S), et victoires de catégorie 1.5L. en 1923 et 1930.

(*: en Championnat d'Europe de la montagne)

### Courses de côte
Bugatti obtient en fait près de 700 succès planétaires absolus en côte entre 1921 et 1949, dont près de 685 avant le second conflit mondial (essentiellement à partir de 1923).

## Type 35: moteur à simple ACT
1924
- GP de Saint-Sébastien

1925
- GP de Rome
- Targa Florio
- GP d'Italie

1926
- GP de Rome (1. Maggi)

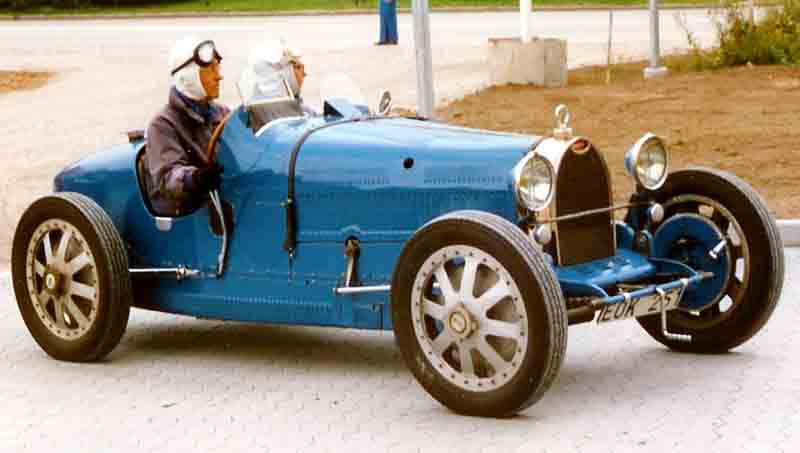
Bugatti Type 35C

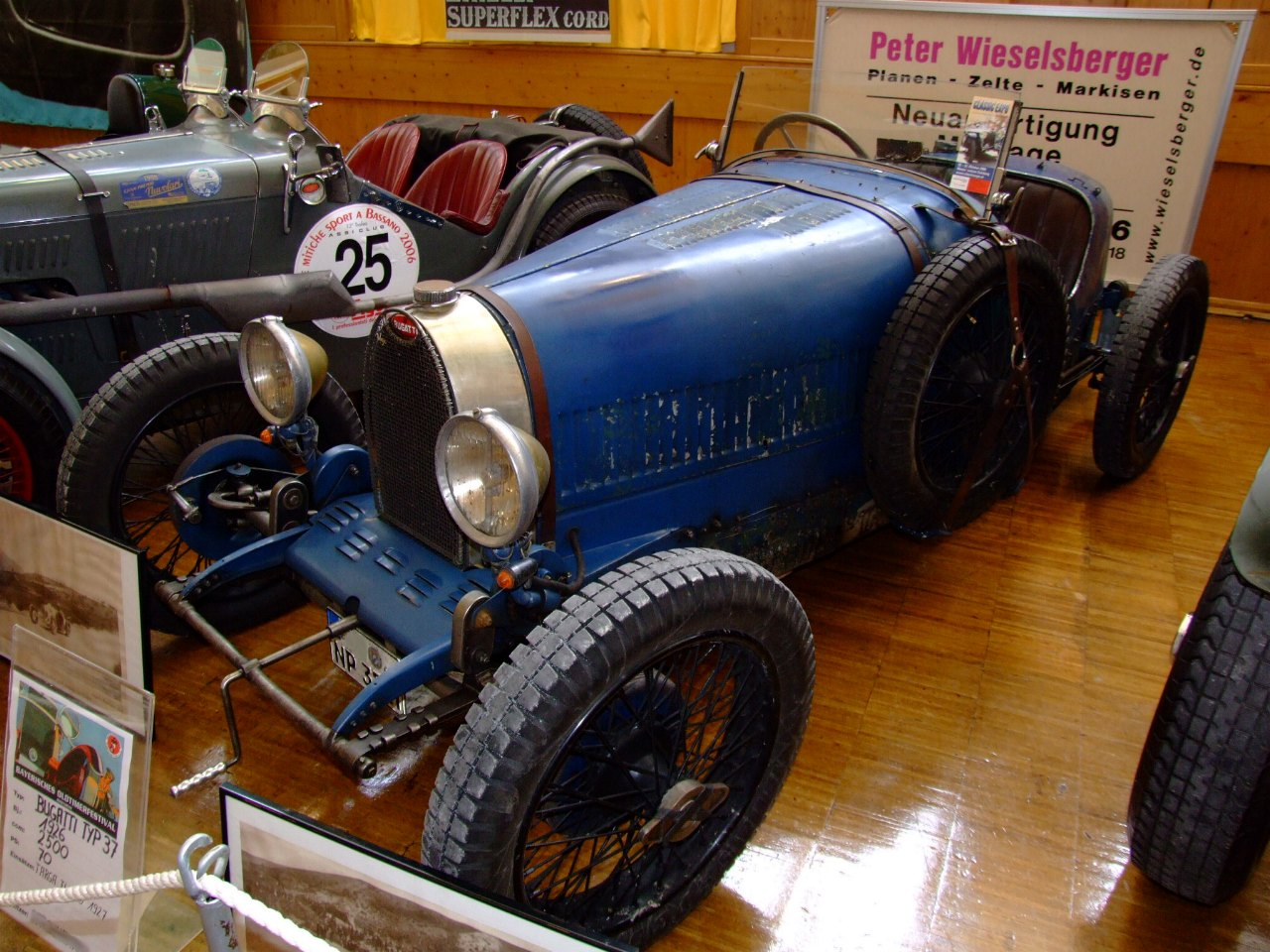
Type 37

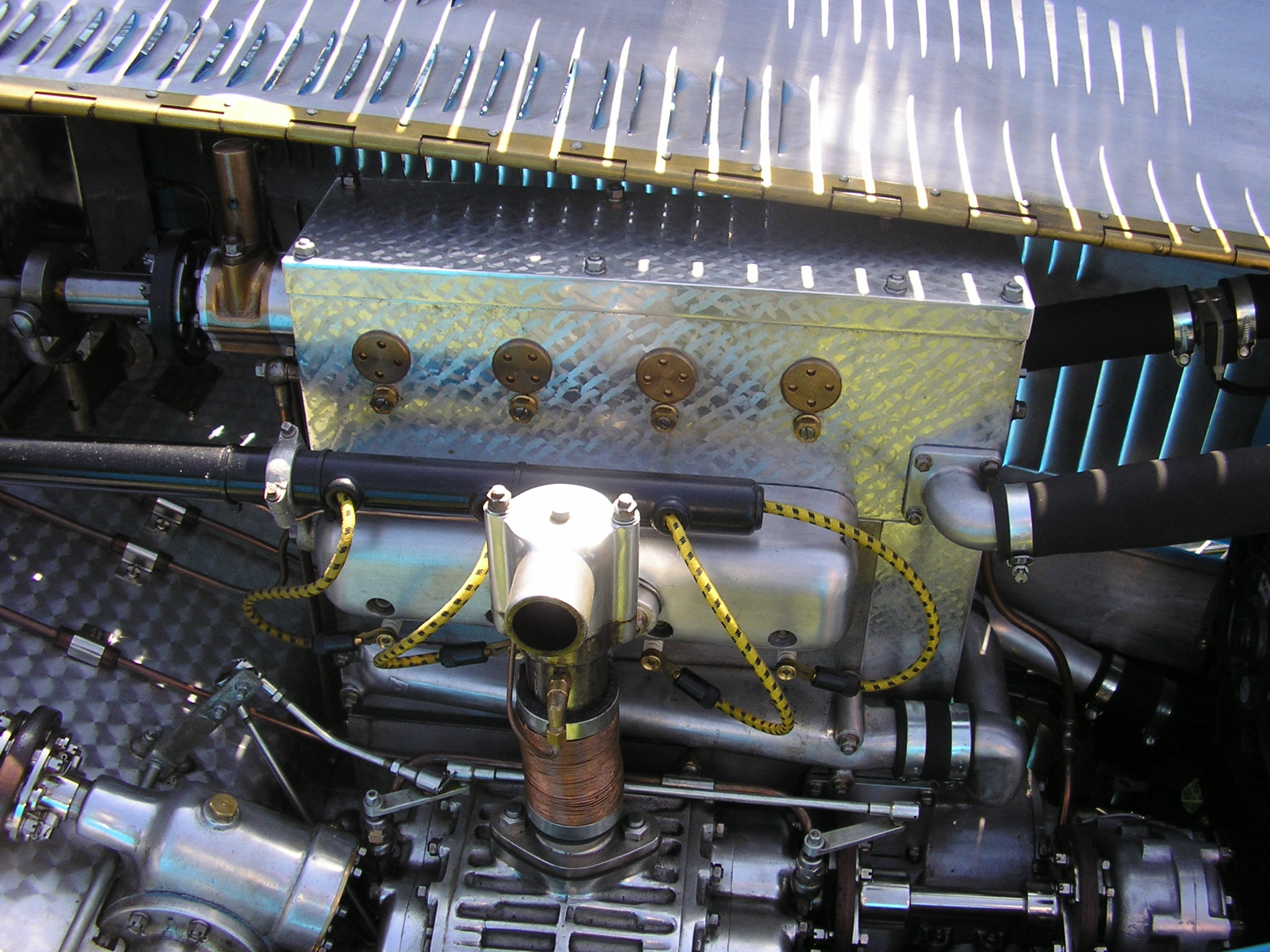
Moteur Type 37A

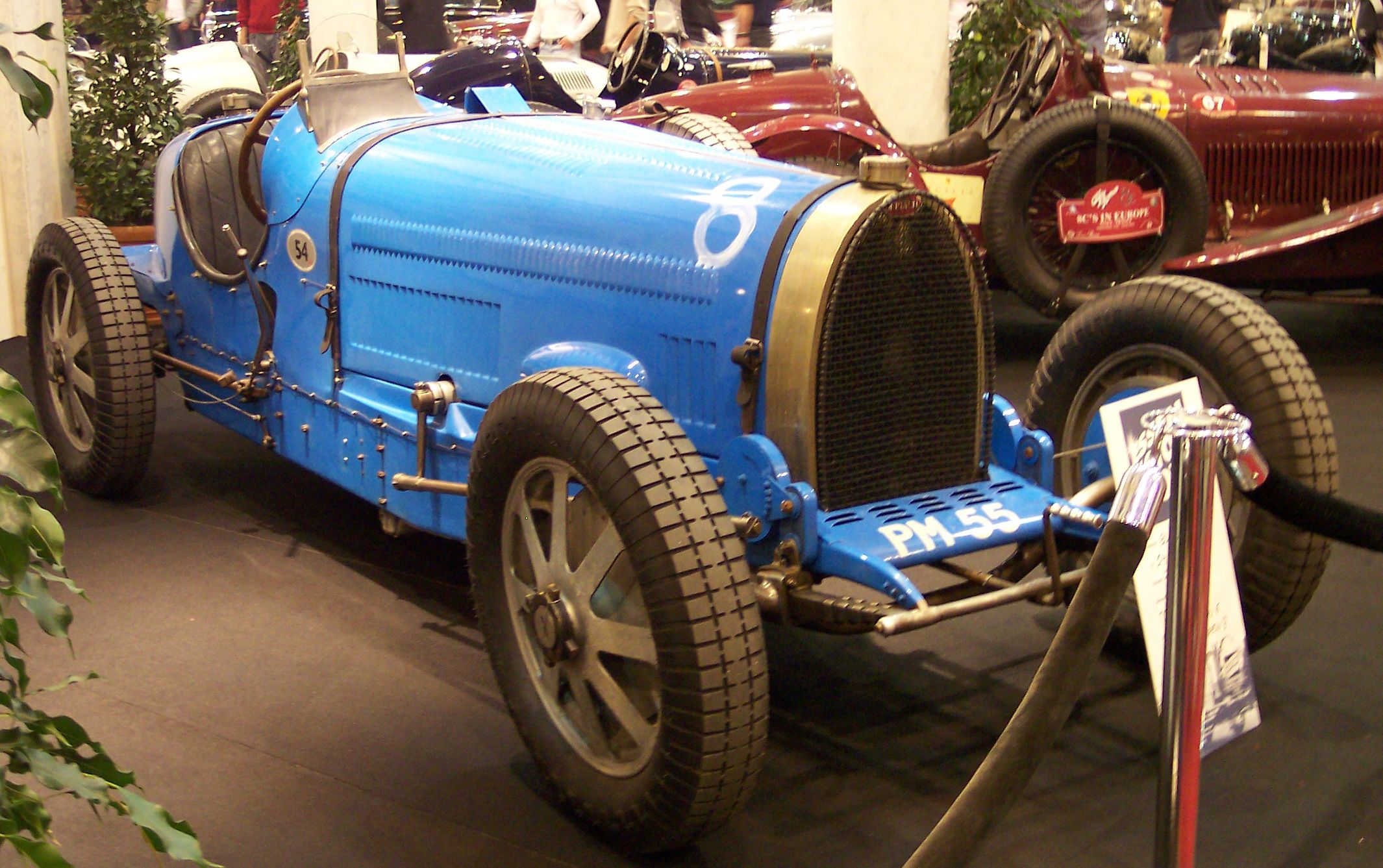
Type 54

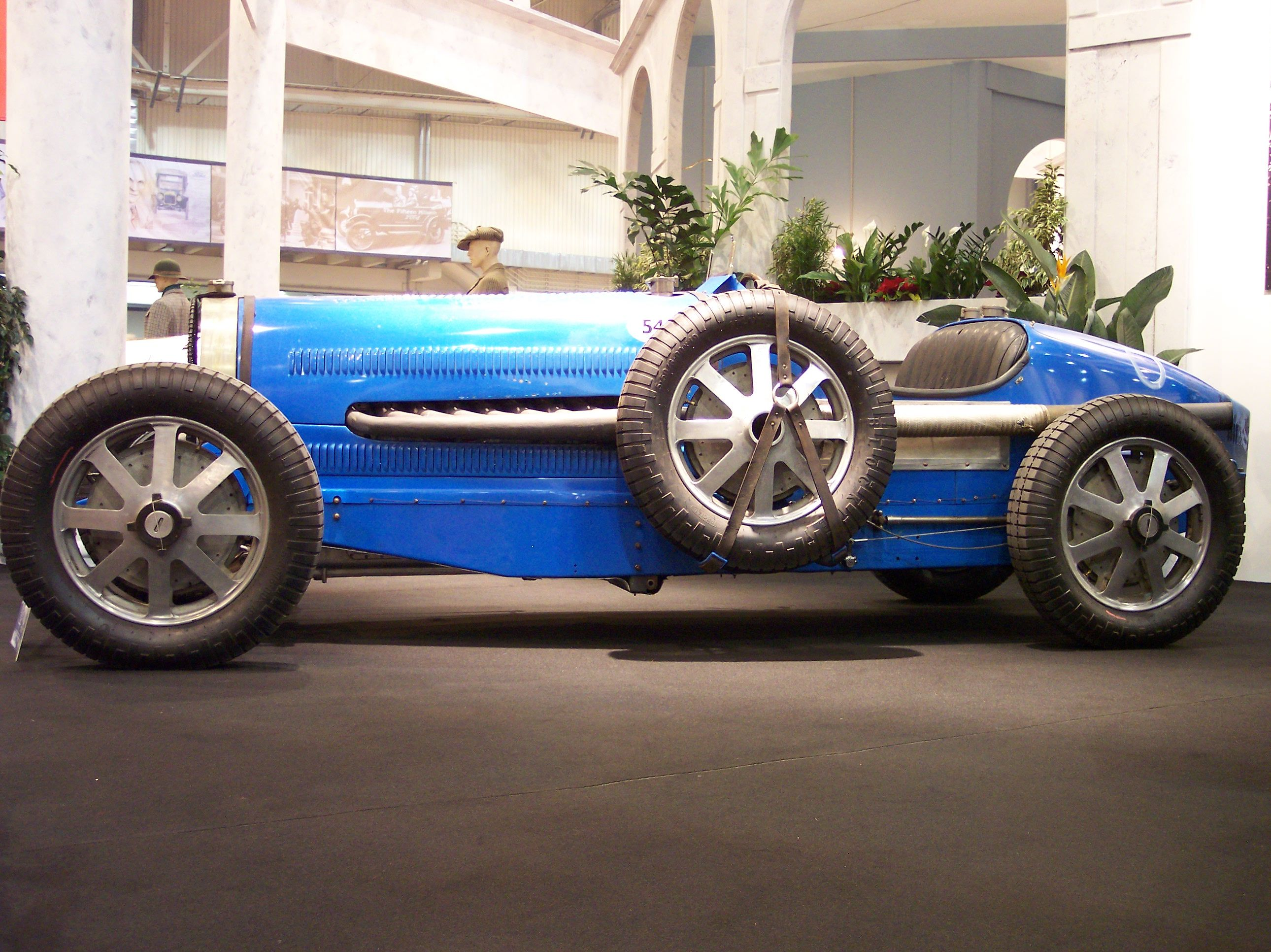
Type 54

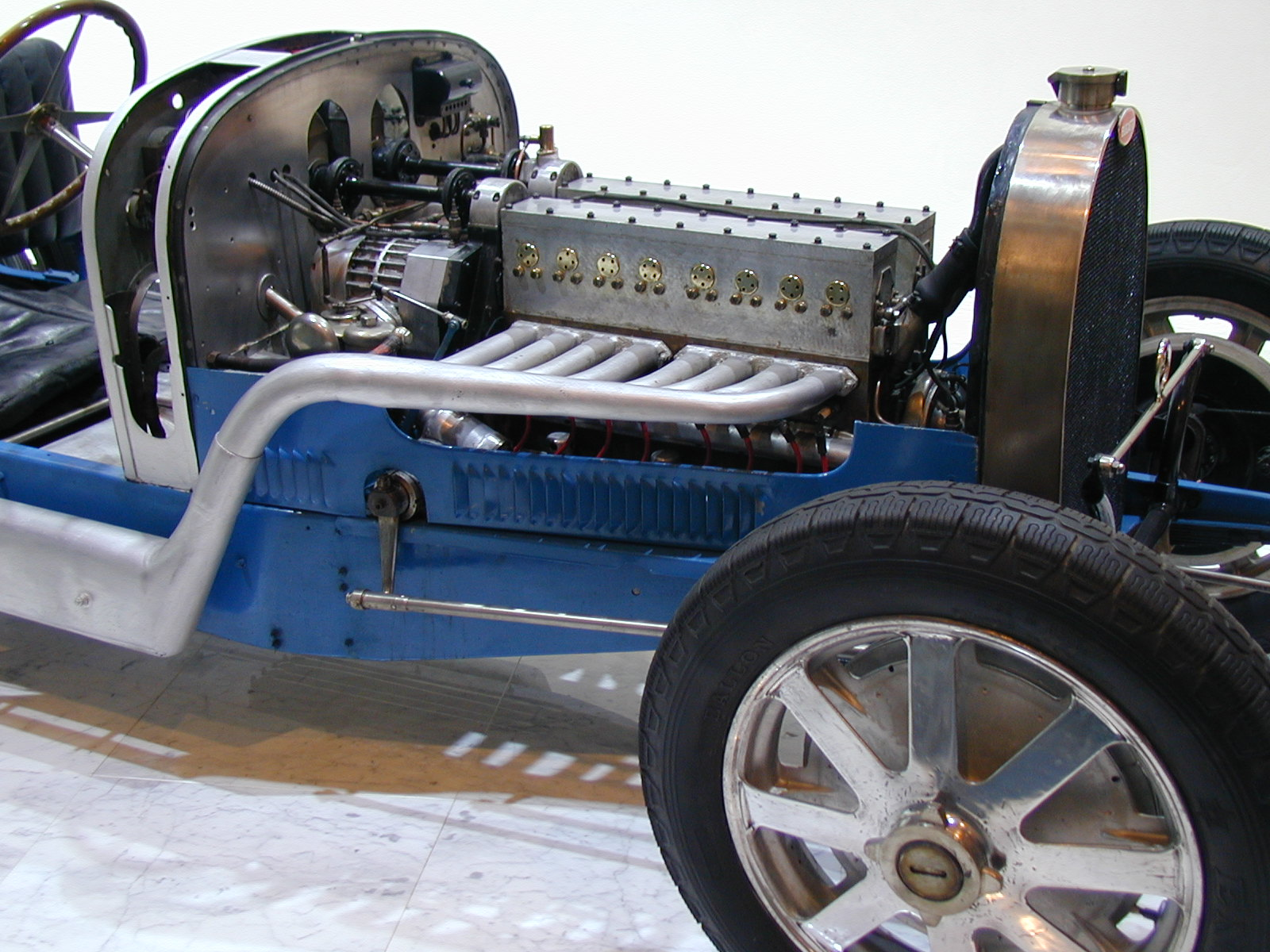
Moteur Bugatti 16 cylindres

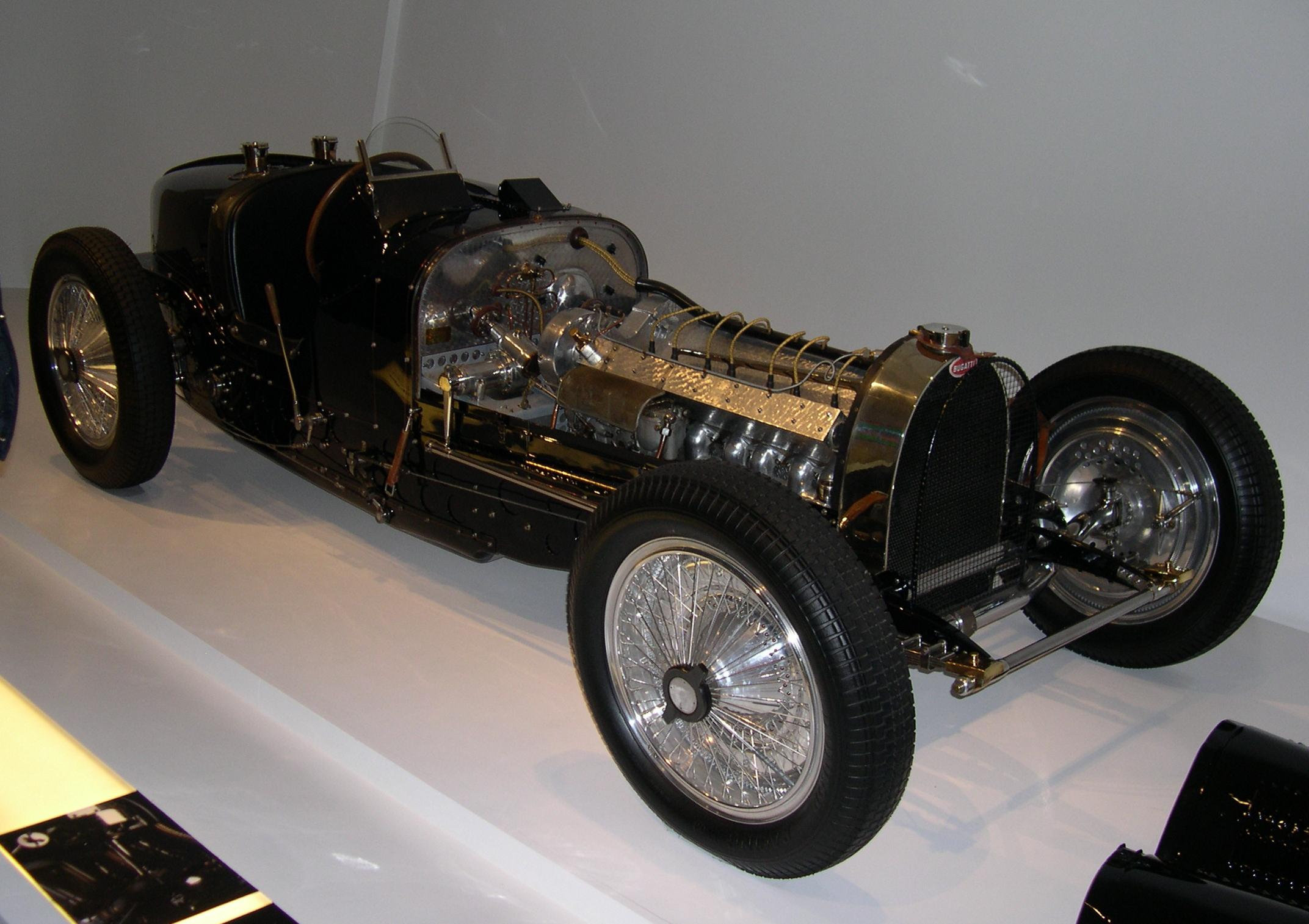
La première version Grand Prix de la Type 59 (1933).

- Targa Florio (1. Costantini, 2. Minoia, 3. Goux)
- GP de France (1. Goux, 2. Costantini)
- GP d'Europe (1. Goux, 2. Costantini)
- GP d'Italie (1. ‘Sabipa’, 2. Costantini)
- GP de Milan (1. Costantini, 2. Goux, 3. Farinotti)
- GP d'Espagne (1. Costantini, 2. Goux)
- GP d'Angleterre (2. Campbell)

1927
- GP de Rome
- Targa Florio
- GP de Milan
- GP d'Espagne
- GP de Saint-Sébastien

1928
- GP de Rome
- Targa Florio
- GP de France
- GP d'Europe
- GP d'Espagne
- GP de Saint-Sébastien

1929
- GP de Rome
- Targa Florio
- GP de Monaco
- GP de France
- GP d'Allemagne
- GP d'Espagne
- GP d'Australie

1930
- GP de Rome
- Targa Florio
- GP de Monaco
- GP de France
- GP d'Europe
- GP d'Australie

## Type 51: moteur à double ACT
1931
- Targa Florio
- Grand Prix de Monaco : Louis Chiron
- Grand Prix de France : Louis Chiron
- GP d'Italie
- GP de Monza
- GP de Belgique
- GP d'Allemagne
- GP de Dieppe
- GP de Tunis
- GU du Maroc
- GP d'Australie

1932
- GP de Rome
- Targa Florio
- GP de Dieppe
- GP de Tunis
- GP d'Oran
- GP de Tchécoslovaquie : Louis Chiron
- GP d'Australie

1933
- Grand Prix de Monaco : Achille Varzi
- GP de Monza
- GP de Belgique
- GP d'Espagne
- GP de Dieppe
- GP de Tchécoslovaquie : Louis Chiron

1934
- Grand Prix de Belgique : René Dreyfus

## Remarques
- Le meilleur résultat de Bugatti lors des 500 miles d'Indianapolis est obtenu en 1923, avec le français Bertrand Marie Ponce Francois Raphael de Faucigny-Lucinge Prince de Cystria[14] (classé neuvième à bord de la 8 cylindres Béchereau, devant le pilote officiel Pierre De Vizcaya douzième, pour un dernier abandon). Mais dès 1914, Ernest Friderich finit quinzième de l'épreuve avec la T13 et son mécanicien de bord, A. Tonelle[15].

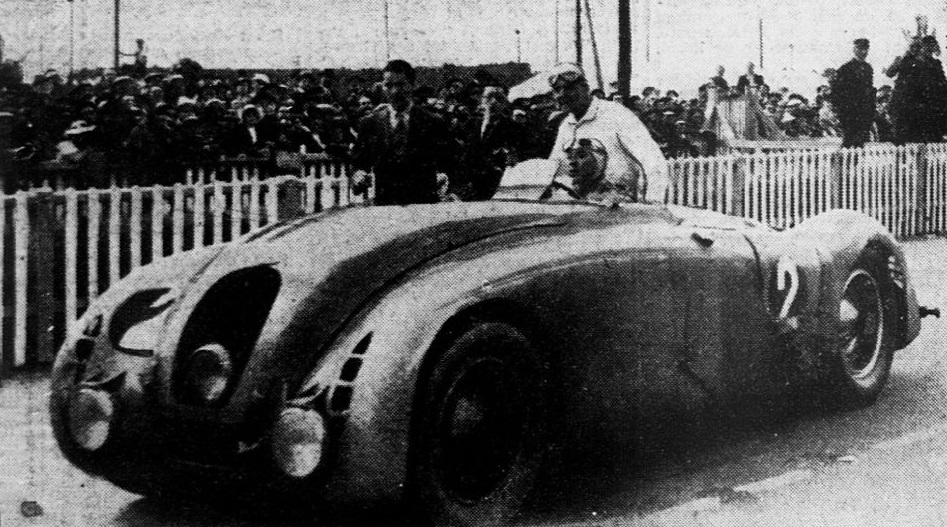
Bugatti vainqueur des 24 Heures du Mans 1937, avec Robert Benoist et Jean-Pierre Wimille.

- Aux 24 Heures du Mans, les français Max de Pourtealés et Sosthène de la Rochefoucauld dixièmes sont vainqueurs de catégorie 1.5L. lors de la première édition en 1923, sur Bugatti Brescia 16S I4 privée. Après six années d'absence, en 1930 la marque se classe septième grâce à l'équipage féminin composé d'Odette Siko et de Marguerite Mareuse, sur une Type 40 1.5L. I4 appartenant à cette dernière, en empochant encore la victoire de classe 1.5L[16]. En 1931 cet équipage est disqualifié pour une confusion de signaux, et les quatre autres masculins abandonnent. En 1932 Jean Sébilleau (de) et Georges Delaroche sont eux aussi septièmes avec une Type 40 appartenant à Sébillaud. Après des abandons en 1933, Norbert Jean Mahé et Jean Desvignes sont neuvièmes en 1934, avec la Type 44 3L. I8 de Mahé. En 1935 Louis Villeneuve propriétaire et André Vagniez sont encore quatorzièmes sur une Type 51A, avant la grande victoire de 1937 pour Jean-Pierre Wimille et Robert Benoist sur une Type 57G Tank 3.3L. I8.. Wimille cette fois associé à Pierre Veyron retrouve le chemin de la victoire en 1939 - après une absence de la marque en 1938 - sur une Type 57C 3.3L. compresseur I8 encore modifiée S Tank.
- Aux 24 Heures de Spa, outre une victoire de Jean Desvignes et Nobert Mahé en 1933 sur Type 44, Desvignes et Marcel Mongin ont été quatrièmes en 1933 avec une Type 49, alors qu'en 1930 "Heldé" et René Schumann[17] l'étaient déjà sur Type 43.